# Kaffeekanne

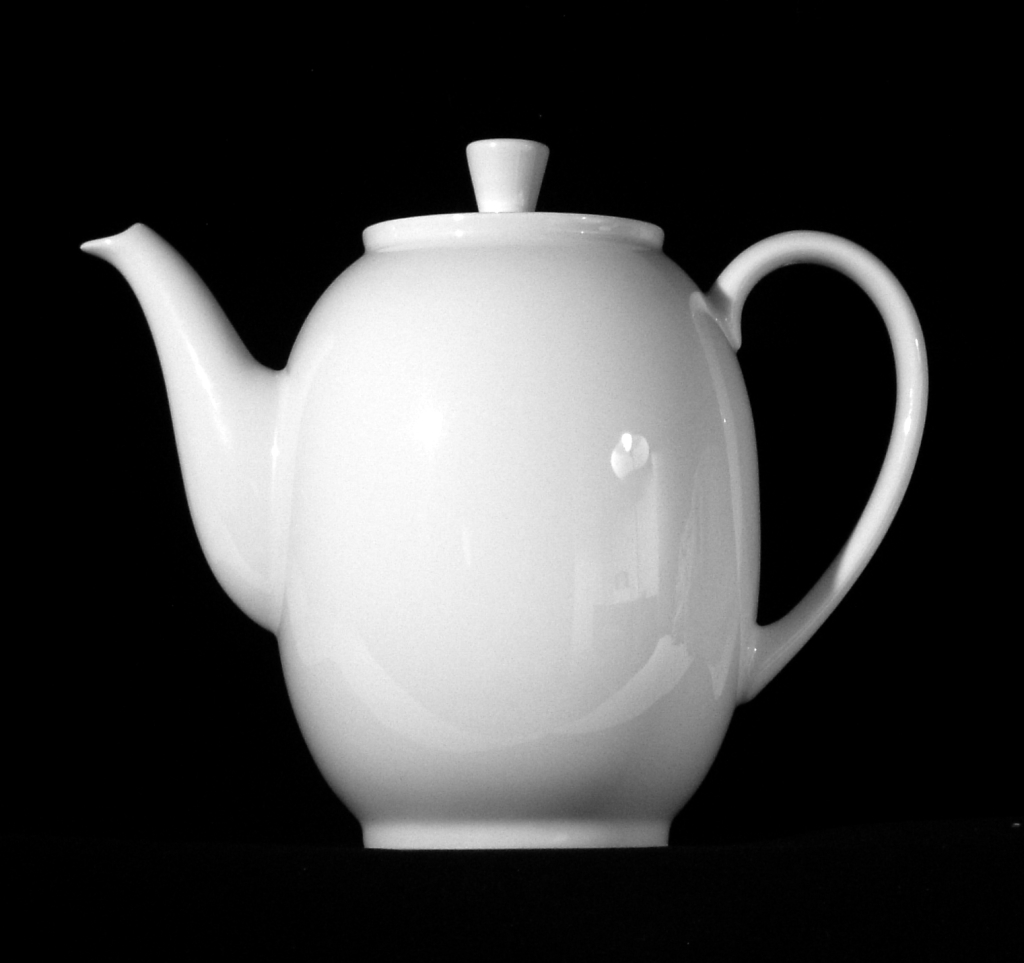
Ohne Dekor: Kanne von Hermann Gretsch, Porzellanfabrik Arzberg, 1931

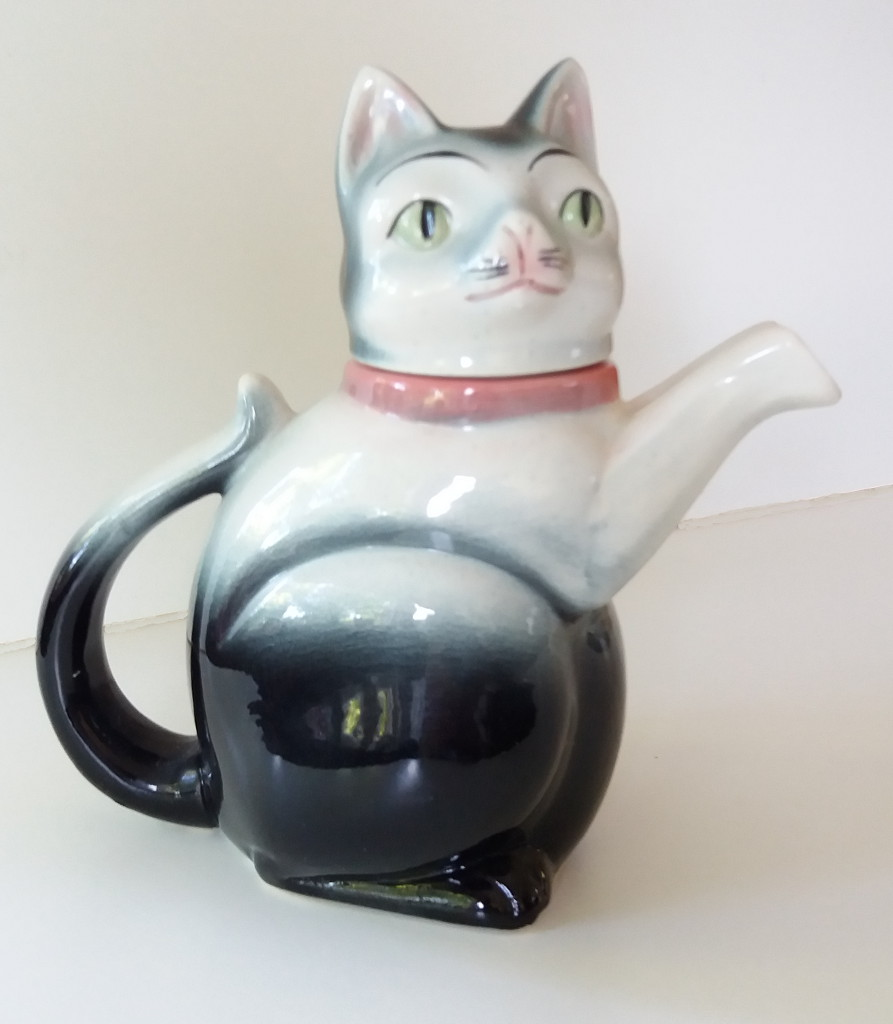
Kaffeekanne in Form einer Katze (Deutschland, 1920er Jahre)

Eine Kaffeekanne ist ein Gefäß zur Zubereitung und zum Servieren von Kaffee.

## Herkunft
Vor der Erfindung der Kaffeemaschine Ende des 19. Jahrhunderts wurde Kaffee meist in Kannen aufgebrüht und serviert. Da man das Getränk früher für gesundheitlich zumindest bedenklich hielt, waren diese ursprünglich sehr viel kleiner als Teekannen. Kaffeekannen bestehen meist aus Porzellan, Steingut, Metall oder Glas. Kaffeewärmer – textile Kaffeehauben, die über die Kanne gestülpt werden – verbesserten die Isolation.

## Zubereitung
Da sich die Zubereitung von Kaffee und Tee beim Brühvorgang und den Gebrauchsgewohnheiten teilweise unterscheiden, sollten Kaffeekannen die Wärme weniger stark ableiten als Teekannen, da ansonsten der Kaffee zu stark abkühlen kann. Bei der Teezubereitung wird – außer z. B. in der ostfriesischen Teekultur – oft die gesamte Wassermenge auf einmal in die Kanne gegeben, während beim Filterkaffee das Wasser erst langsam durch den Filter in die Kanne kommt und auf diesem Wege bereits abzukühlen beginnt. Für die meisten Zubereitungsmethoden wird Wasser knapp unterhalb des Siedepunktes verwendet. Ist die Wassertemperatur zu niedrig, schmeckt der Kaffee dünn, alt und sauer, ist das Wasser zu heiß, werden mehr Bitterstoffe aus dem Kaffeepulver gelöst und er schmeckt bitter und verbrannt. Sogar eine Zubereitung mit Wasser bei Raumtemperatur ist möglich. Beim Tee dagegen meist wird kochendes Wasser in die Kanne gegeben, er ändert seinen Geschmack durch langes Verweilen der Teeblätter im heißen Wasser und kann bitter werden.

## Gegenwart
Heute werden Kaffeekannen auch als Bestandteil der Kaffeemaschine verkauft. Günstigere Modelle sind aus Glas und kühlen relativ schnell aus, weshalb die Kaffeemaschine meist eine Wärmeplatte besitzt. Alternativ werden auch Filterkaffeemaschinen mit Isolierkannen angeboten.

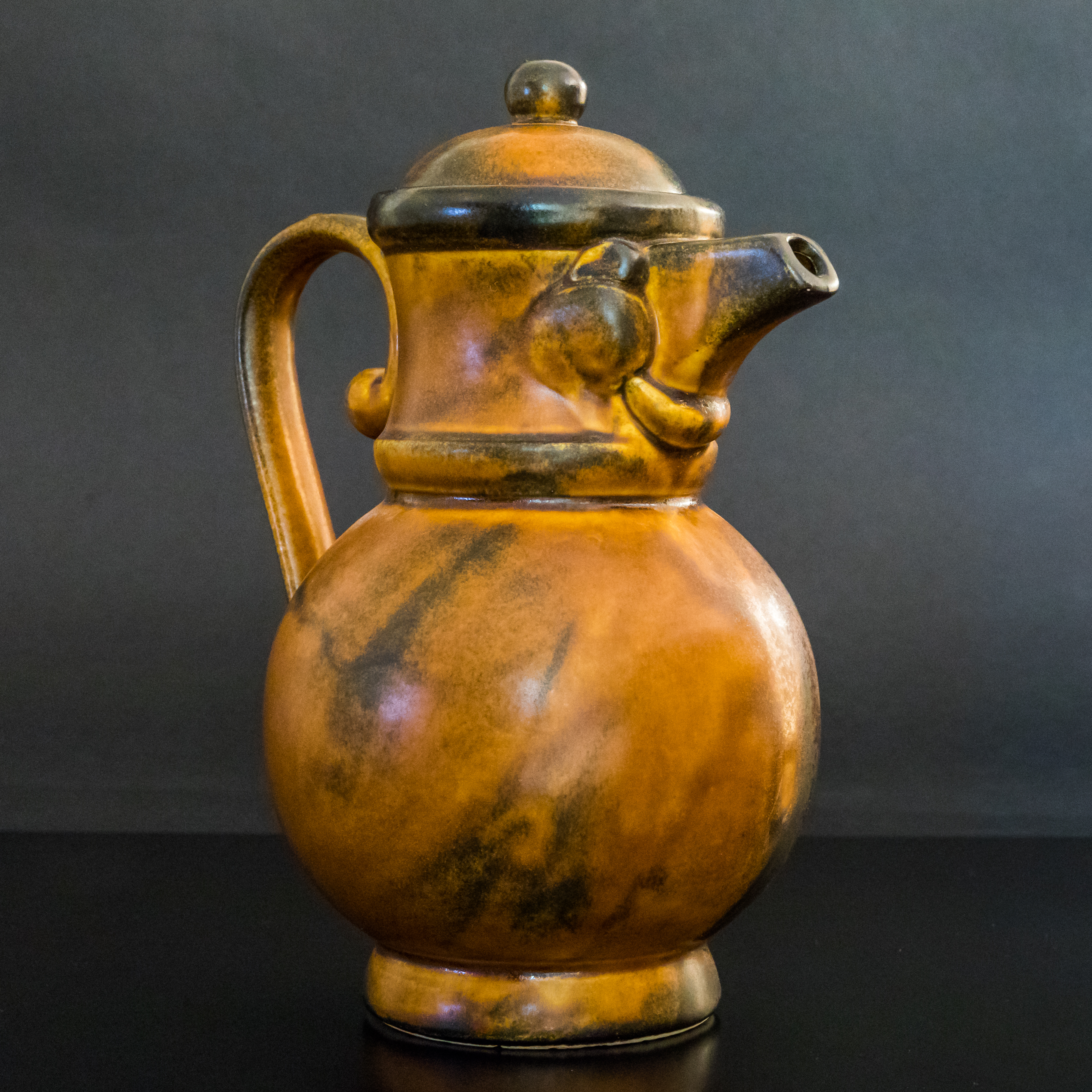
Die Lachende Kaffeekanne, Markenzeichen von „Kaiser’s Kaffee-Geschäft“

Als Serviergefäß standen Kaffeekannen früher im Blickpunkt jeder Kaffeetafel. So gab es sie in den verschiedensten Farben, Formen und Größen, rein sachlich-funktionell oder auch figürlich-kitschig. Die Kaffeekanne wurde zum Sammelobjekt.
Die weltgrößte Sammlung von Kaffeekannen mit etwa 40.000 Exemplaren befindet sich in „Karls Erlebnishof“ in Koserow. Die Kollektion schaffte es 2012 mit damals 27.390 Kannen ins Guinness-Buch der Rekorde.

## Varianten

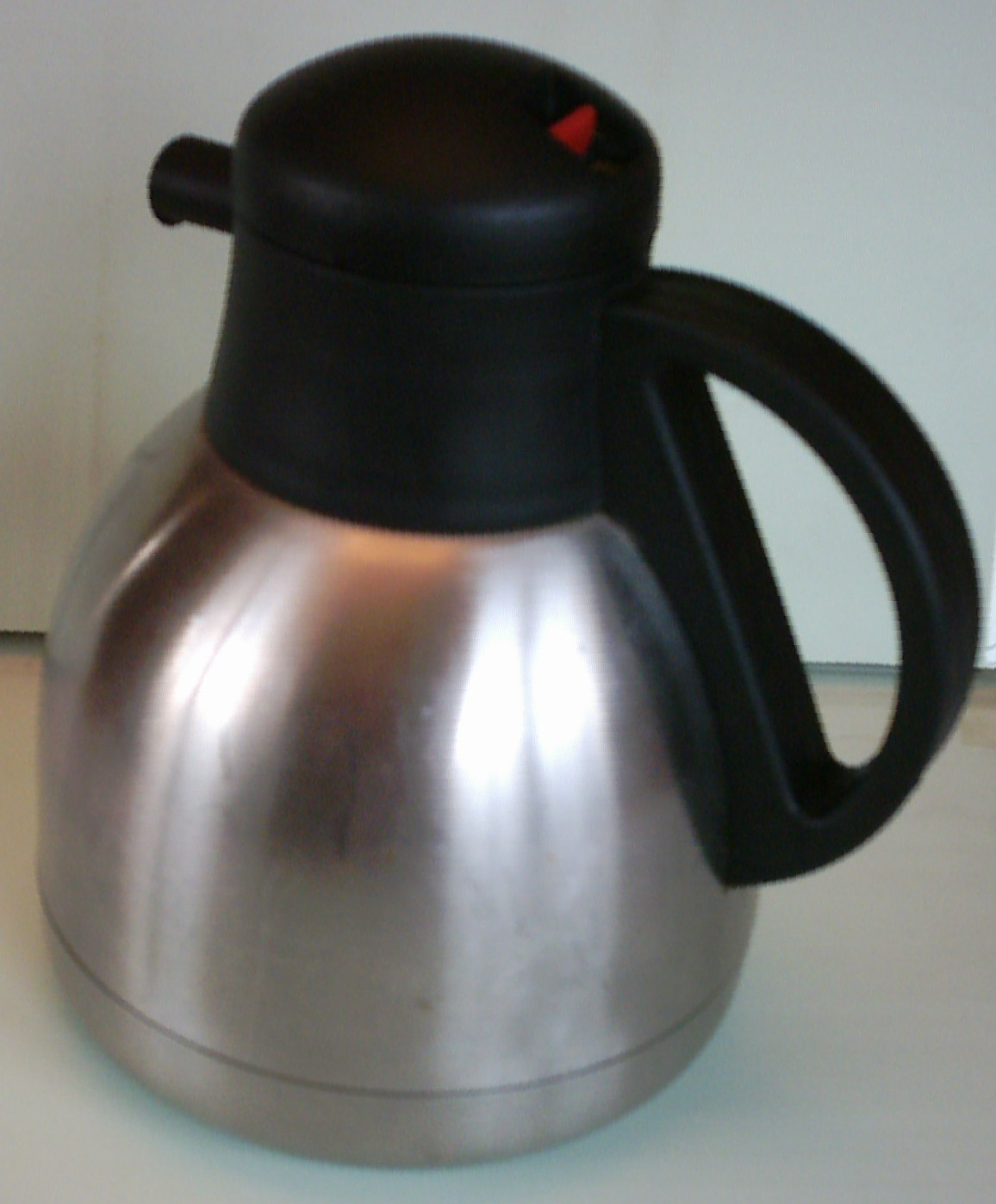
Thermos-Kaffeekanne, um 2000

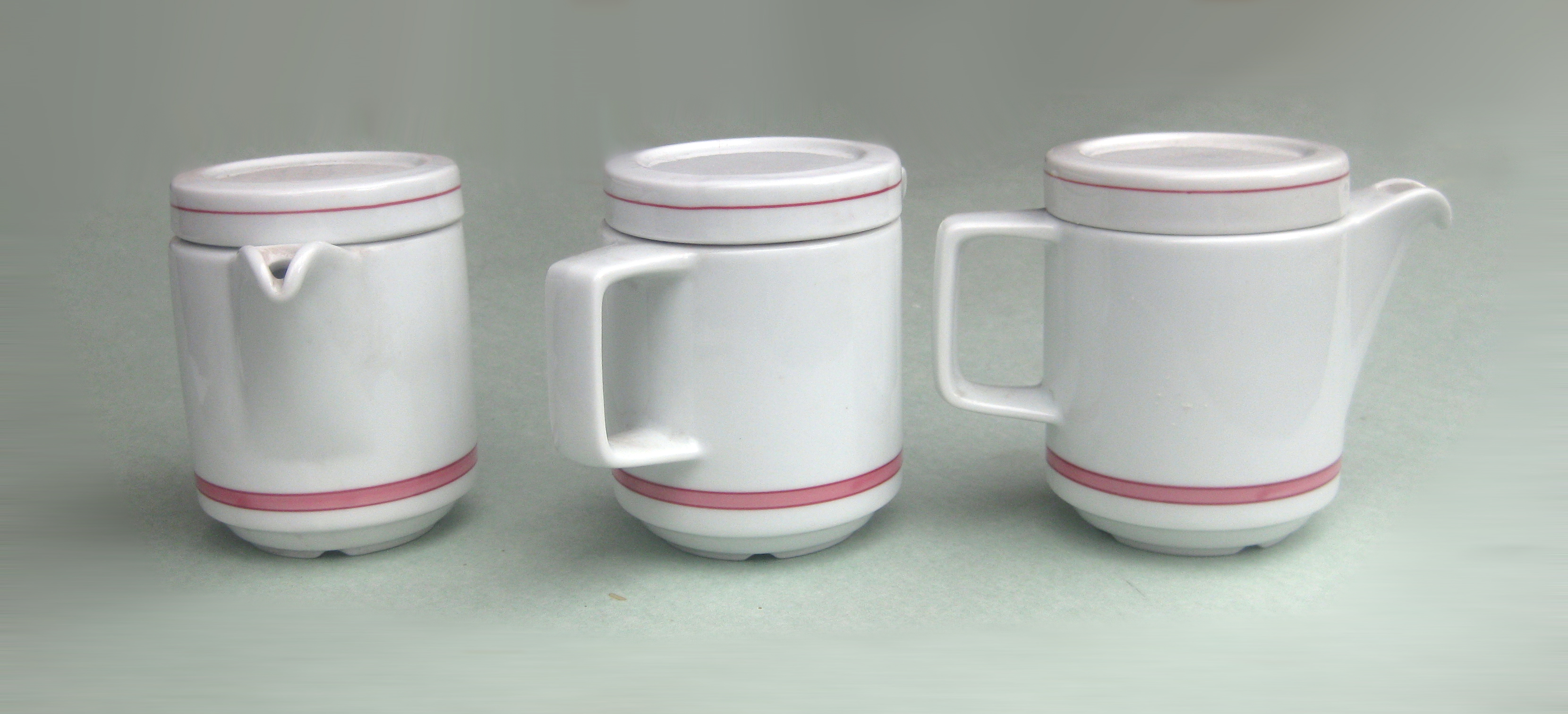
Stapelbares Kaffeekännchen mit kippgeschütztem Deckel, Margarete Jahny, Colditz Porzellan

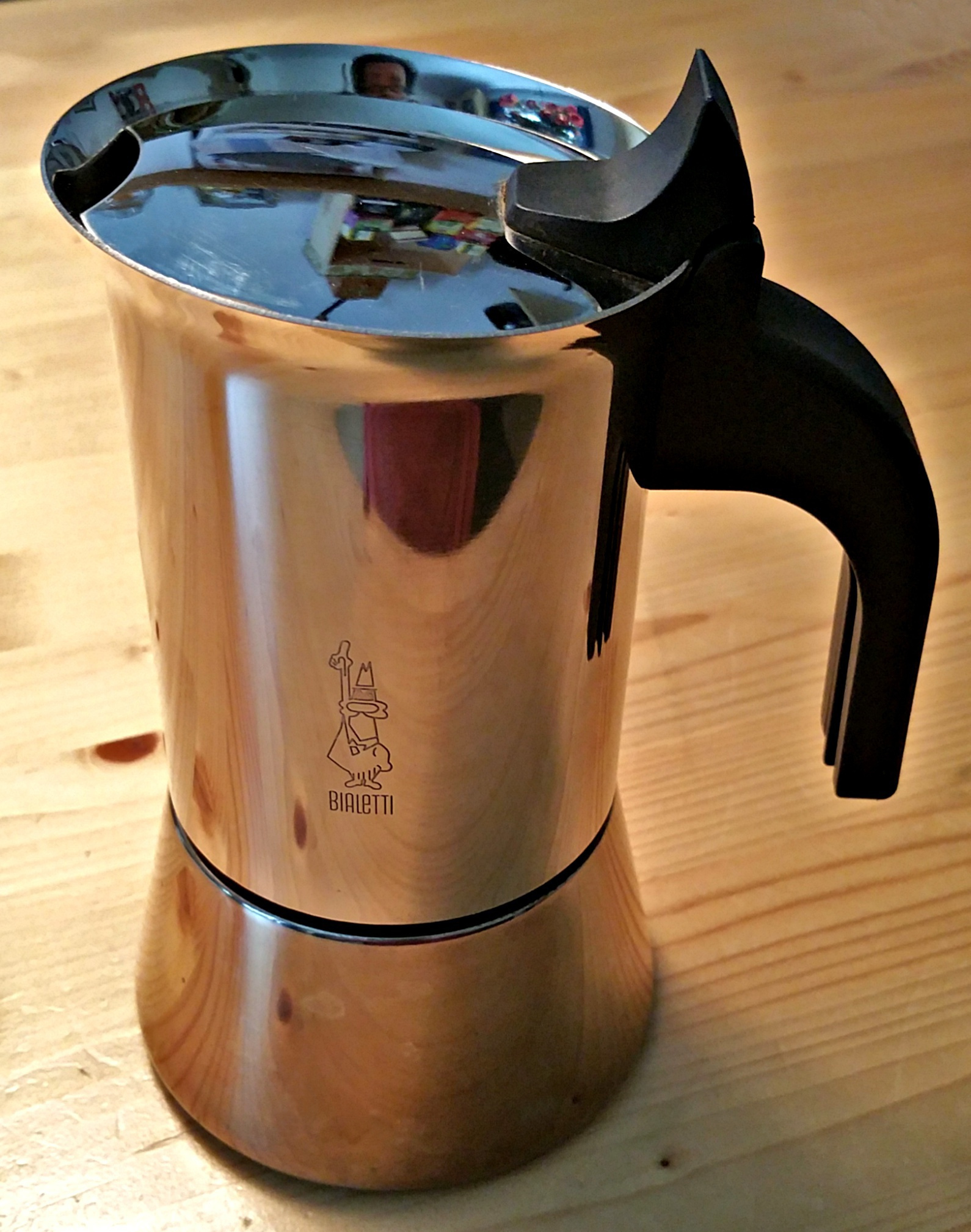
Edelstahl-Espressokanne

Jabana
Kaffeekanne aus Äthiopien und Sudan
Ibrik oder cezve
Mokka-Kanne
Kranenkanne
Birnenförmige Kanne mit Zapfhahn und Beinen, zwischen die ein Stövchen gestellt werden kann
Seihkanne
Kanne mit aufgesetztem Kaffeefilter
Pressstempelkanne
Kanne mit Filter, der den Kaffeesatz zum Boden drückt
Perkolator
Kanne mit unten angeschraubten Wasserbehälter, bei dem das Wasser beim Erhitzen hochgedrückt wird; bekannter Vertreter ist die Espressokanne

## Sonstiges
In Helmut Kraussers Geschichte Die Hunde von Pompeii trägt die Hauptfigur, ein kleiner neapolitanischer Hund, den Namen Kaffeekanne.
Anne Kaffeekanne ist der Titel eines Kinderliederbuches von Fredrik Vahle (auch als Hörbuch), vertont mit Dietlind Grabe.
Die Lachende Kaffeekanne war das Logo des im 19. Jahrhundert von Josef Kaiser gegründeten „Kaiser’s Kaffee-Geschäft“.